# Ingrid Peters
 (octobre 2017).
Si vous disposez d'ouvrages ou d'articles de référence ou si vous connaissez des sites web de qualité traitant du thème abordé ici, merci de compléter l'article en donnant les références utiles à sa vérifiabilité et en les liant à la section « Notes et références ».
Ingrid Peters née le 19 avril 1954 à Dudweiler est une chanteuse allemande.

## Biographie
Elle a représenté l'Allemagne au Concours Eurovision de la chanson en 1986, qui se déroula à Bergen. Sa chanson, Über die Brücke geh'n a été classée huitième. Peters avait déjà concouru pour représenter l'Allemagne. En 1979, elle a chanté une chanson appelée Du bist nicht frei et en 1983, a été finaliste au concours national avec Viva La Mamma. Peters était un invité spécial sur le concours national allemand en 1987 et 2007.